# Donatis komet
C/1858 L1, eller Donatis komet, som var synlig under 1858-1859, var en av de mest framträdande kometerna under 1800-talet. Den upptäcktes 1858 av Giovanni Battista Donati i Florens. Den var som ljusast i september samma år då den också nådde sitt perihelium. Den passerade bara 0,5 AU från jorden under oktober. Svansen sträckte sig som mest 60 grader över stjärnhimlen.